# Ministerul Dezvoltării (Spania)
Ministerul Dezvoltării din Spania (în spaniolă Ministerio de Fomento) este ministerul cu atribuții în domeniul lucrărilor publice, al transporturilor și al comunicațiilor. Actualul ministru este José Luis Ábalos⁠(d).

## Atribuții
Ministerul Dezvoltării se ocupă de pregătirea și de executarea politicii Guvernului Spaniei în materie de infrastructură  a transportului terestru, transportului aerian și transportului maritim, de control, de ordonare și de reglementare administrativă a serviciilor de transport; de gestionarea și de conducerea tuturor serviciilor. poștale și telegrafice, de implementarea și de conducerea serviciilor din domeniul astronomiei, geodeziei, geofizicii și  cartografiei, și de planificarea investițiilor din aceste domenii.

## Organizare
Ministerul Dezvoltării spaniol are în subordine următoarele instituții:
- Secretariatul de Stat pentru Infrastructură, Transport și Locuințe 
  - Secretariatul General pentru Infrastructură
    - Direcția generală a Căilor Rutiere

  - Secretariatul General de Transport 
    - Direcția Generală a Aviației Civile
    - Direcția generală a Marinei Comerciale
    - Direcția Generală de Transport Terestru

  - Direcția Generală de Arhitectură, Locuințe și Terenuri
- Subsecretariatul de Stat al Dezvoltări
  - Secretariatul Tehnic General
  - Direcția Generală de Programare Economică și Bugete
  - Direcția Generală de Organizare și Control
  - Direcția Generală a Institutului Geografic Național